# ليبوريو روميرو
ليبوريو روميرو (بالإسبانية: Liborio Romero)‏ (مواليد 23 يوليو 1979) هو ملاكم مكسيكي، مثّل بلاده في الألعاب الأولمبية الصيفية 2000.

## روابط خارجية
ليبوريو روميرو على موقع أوليمبيديا (الإنجليزية)